# 2 juillet 1948
Le vendredi 2 juillet 1948 est le 184e jour de l'année 1948.

## Naissances
- Saul Rubinek, compositeur, producteur, réalisateur et scénariste canadien
- Sylvain Cambreling, chef d'orchestre français
- Hubert Grouès, homme d’affaires français
- Mario Villanueva Madrid, homme politique mexicain
- Ingeborg Barz, membre de la première génération de la Fraction armée rouge

## Autres événements
- Sortie en France du film Ali Baba et les Quarante Voleurs

Jour où Claude Frikart, qui deviendra évêque auxiliaire de Paris en 1986, est ordonné prêtre.